# Rechtvaardig Rusland - Voor de Waarheid

Oude logo (2006-2011)

Rechtvaardig Rusland - Voor de Waarheid (Russisch: Справедливая Россия — За правду, Spravedlivaja Rossija - Za pravdoe, SRZP) is een democratisch socialistische partij in Rusland. De partij ontstond op 28 oktober 2006 onder de naam Rechtvaardig Rusland (Справедливая Россия) door de samenvoeging van Rodina, Russische Partij van het Leven en de Russische partij voor de gepensioneerden. Later kwamen er 6 kleine partijen bij. De partij is voor een "nieuw socialisme van de 21ste eeuw", die de rechten en vrijheden van het individu waarborgt en zorgt voor de goede werking van een verzorgingsstaat. In 2011 werd Nikolai Levitsjev verkozen als partijvoorzitter, als opvolger van Sergej Mironov, die de partij leidde van 2006 tot 2011.
De partij werd opgericht om de strijd aan te gaan met de grootste Russische partij Verenigd Rusland Voorafgaand aan de fusie hadden respectievelijk op 24 en 26 juli 2006 ex-Rodinaleider Babakov en Mironov een ontmoeting met Poetin in het Kremlin.
De partij wordt als centrumlinksblok geplaatst tegenover het centrumrechtse beleid van Verenigd Rusland. De partij werd bekritiseerd vanwege haar steun aan Poetin als slechts "een oppositiepartij in naam". Hoewel daar verandering in is gekomen, nu de partij heeft verklaard tegen Poetins regering te zijn.
De partij wordt geleid door een centrale raad, met Morozov aan het hoofd. De partij is in alle deelgebieden van Rusland vertegenwoordigd en vormt met ruim 414.558 leden de tweede partij van Rusland, tenminste qua ledenaantal.
De partij eindigde bij de parlementsverkiezingen van 2007 met 7,74% van de stemmen als vierde na Verenigd Rusland (dat bijna twee derde van de stemmen kreeg), de CPRF en de LDPR. Bij de parlementsverkiezingen van 2011 haalde de partij 13,24% van de stemmen waardoor het de derde partij werd.
Voor de Doemaverkiezingen van 2021 fuseerde Rechtvaardig Rusland met de kleine politieke partij Voor de Waarheid en de en Patriotten voor Rusland tot Rechtvaardig Rusland - Voor de Waarheid.
Bij de verkiezingen van september 2021 won de partij 27 zetels in de Staatsdoema (7,5% van de stemmen).
De fractie van de SRZP stemde in februari 2022 in met de erkenning van de volksrepublieken Donetsk en Loegansk. Om die reden werd de SRZP als lid van de Socialistische Internationale geschorst.

## Verkiezingsresultaten
| Staatsdoema               | Staatsdoema | Staatsdoema |
| Jaar                      | Percentage  | Zetels      |
| ------------------------- | ----------- | ----------- |
| 2007                      | 7,74%       | 38 / 450    |
| 2011                      | 13,24%      | 64 / 450    |
| 2016                      | 6,22%       | 23 / 450    |
| 2021                      | 7,46%       | 27 / 450    |
| Bron: Uitslagen 2007-2021 |             |             |